# 키스와 마왕과 홍차
키스와 마왕과 홍차(キスと魔王と紅茶、키수토 마오토 코우-챠)는 마멀레이드의 2009년 작 어덜트 게임이다.

## 줄거리
어느날 주인공 '아이바 케이이치'는 교회 창문을 깨 버리고는 수녀에게서 도망을 치다가 지하실에 들어가게 된다. 그리고 그 곳에서 있는 관에서 잠을 자게 된다. 후에 일어난 주인공은 '사라사'로부터 마왕이 되었다는 말을 듣는다...

## 등장인물
- 아이바 케이이치 : 주인공.
- 사라사 : 주인공의 친구.
- 치요코 : 선생님. 학생 보다 어려보인다.
- 시노부 : 여장남자.
- 리세리시아스 : 이사장의 손녀. 선천적으로 몸이 약해 학교에 자주 결석한다.

## 지명과 설정
- 슈우레이 학원(しゅうれい　がくねん）: 주인공 "아이바 케이이치"가 제학하는 학원.
- 마왕(魔王, まお）： 어디선가 인간을 지배하고 있는 존재. 학교 정원의 꽃이 붉은색이 되면 존재를 드러낸다.